# Hoisinsaus
Hoisinsaus is een zoete saus, gemaakt van sojabonen, rijstazijn, knoflook, rode pepers, suiker, zout en water.

## Herkomst
Hoisin betekent "zeedieren" in het Kantonees. Toch worden er geen zeevruchten in de saus verwerkt en wordt hij veelal gebruikt om vleesgerechten op smaak te brengen. De saus is afkomstig uit de Chinese keuken, maar wordt, onder de naam tương đen (zwarte saus) ook in de Vietnamese keuken gebruikt, waar hij onder andere een onmisbaar bestanddeel is geworden van bepaalde varianten van Phở, een noedelsoep.

## Ingrediënten
Het belangrijkste ingrediënt van hoisinsaus is gefermenteerde sojabonenpasta. Toegevoegd worden soms zetmeel zoals zoete aardappel, tarwe en rijst, en water, suiker, sojabonen, sesamzaadjes, witte gedistilleerde azijn, zout, knoflook, rode chilipepers en soms conserveermiddelen of kleurstoffen. Traditioneel wordt hoisinsaus gemaakt met geroosterde gepureerde sojabonen. 